# Plougoumelen
Plougoumelen é uma comuna francesa na região administrativa da Bretanha, no departamento de Morbihan. Estende-se por uma área de 21,3 km². Em 2010 a comuna tinha 2 524 habitantes (densidade: 118,5 hab./km²).